# لهوتا (ناحیه پراگ-شرق)
لهوتا (به چکی: Lhota) یک منطقهٔ مسکونی در جمهوری چک است که در ناحیه پراگ-شرق واقع شده‌است. لهوتا ۳۰۰ نفر جمعیت دارد.